# یوئنیونگ
یوئنیونگ (انگلیسی: Yuenyeung) یک نوشیدنی است که از مخلوط چای و قهوه تهیه می‌شود. منشأ آن از کشور هنگ‌کنگ است و در آنجا همچنان محبوب است.